# Leudelange vasútállomás
Leudelange vasútállomás Luxemburgban, Leudelange településen található.

## Vasútvonalak
Az állomást az alábbi vasútvonalak érintik:
- 70-es vasútvonal

## Kapcsolódó állomások
A vasútállomáshoz az alábbi állomások vannak a legközelebb:
- Hollerich vasútállomás
- Dippach-Reckange vasútállomás